# Рабаул
Рабаул је град и лука на острву Нова Британија у Бизмарковом архипелагу, у држави Папуа Нова Гвинеја. До 1994. био је најважнији град на Новој Британији, када је тешко настрадао у вулканској ерупцији, после чега је градски аеродром затворен, а број становника је са око 17.000 пао на мање од 4.000.

## Историја
Град су саградили Немци 1910. као административни центар области североисточне Нове Гвинеје, северних Соломонових острва и Бизмарковог архипелага. Почетком Првог светског рата окупирале су га аустралијске трупе, а од 17. децембра 1920. био је под аустралијском управом као главни град Североисточне Нове Гвинеје.

### У другом светском рату
У Другом светском рату Јапанци су заузели Рабаул поморским десантом 23. јануара 1942. и уредили га као истурену операцијску базу за дејства на правцу Нове Гвинеје, Соломонових острва и Аустралије.
Рабаул је био једна од најјаче брањених јапанских база на Тихом океану (око 90.000 војника, 350 противавионских и преко 6.500 пољских топова са низом јаких утврђених објеката). Током рата град је жестоко бомбардован и опседан од савезничких снага. Ослобођен је тек 6. септембра 1945.

## Лука
Град се развио на северном делу пространог и добро заштићеног залива Бланш (енгл. Blanche Bay, дуг 6.5, а на улазу широк 2.75 наутичких миља). У северном делу залива је заштићено сидриште за све врсте бродова, дубине до 9 м. Град је повезан редовним бродским линијама са Сиднејом и Бризбејном, а до ерупције 1994. имао је и аеродром удаљен 3,5 km од града. У граду има више објеката дуванске и прехрамбене индустрије.